# 圣罗曼 (多姆山省)
圣罗曼（法語：Saint-Romain，法語發音：[sɛ̃ ʁɔmɛ̃]）是法国多姆山省的一个市镇，位于该省东南部，属于昂贝尔区。

## 地理
圣罗曼（45°29'23"N, 3°53'43"E）面积16.05 平方千米，位于法国奥弗涅-罗讷-阿尔卑斯大区多姆山省，该省份为法国中南部省份，北起阿列省接壤，东临卢瓦尔省，南至上盧瓦爾省和康塔爾省，西接科雷兹省和克勒兹省。
与圣罗曼接壤的市镇（或旧市镇、城区）包括：拉绍尔姆、埃格利索勒、格朗里夫、萨扬、圣昂泰姆、圣克莱芒德瓦洛尔格。

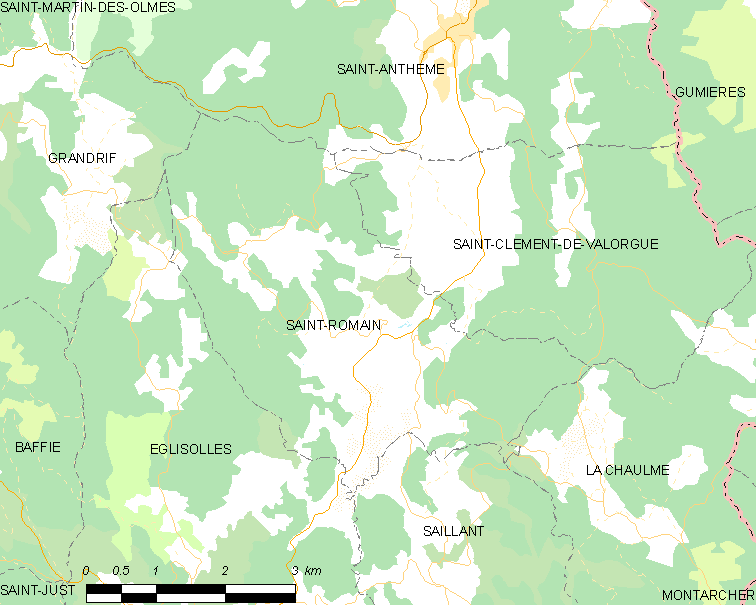
的OSM定位图

圣罗曼的时区为UTC+01:00、UTC+02:00（夏令时）。

## 行政
圣罗曼的邮政编码为63660，INSEE市镇编码为63394。

## 政治
圣罗曼所属的省级选区为昂贝尔县。

## 人口

1962-2008年间人口变化图示

圣罗曼于2022年1月1日时的人口数量为197人。